# Четыре школы го

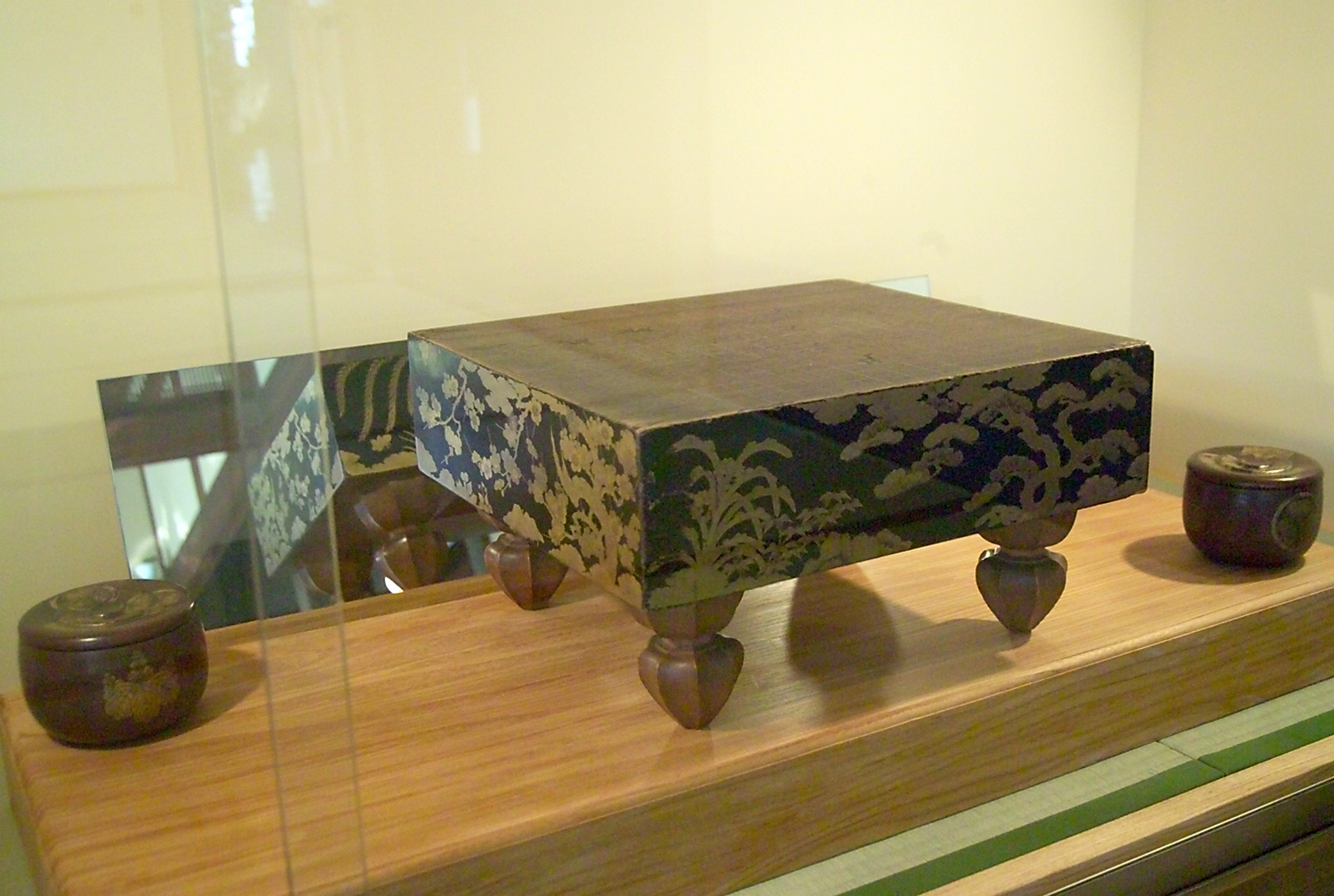
Гобан из храма Рёгэн-ин (龍源院) в монастыре Дайтоку-дзи в Киото. Считается, что на этом гобане играли Тоётоми Хидэёси и Токугава Иэясу.

В истории игры го в Японии, в период Эдо (1603—1868), действовали четыре школы го (их также называют дома, семьи или кланы). Эти главные школы, бывшие частью системы иэмото, поддерживались и контролировались сёгунатом, с самого начала сёгуната Токугава. Существовало и множество школ рангом ниже. Тогда же действовали и три клана сёги (Ито, Охаси и боковой Охаси), имевшие государственный статус. В трёх из четырёх школ го — Иноуэ, Ясуи и Хаяси — имя школы давалось её главе. Изначально они разбивались на пары, и сражались в официальных играх замка Эдо.

## Школы
Все четыре официальные школы периода Эдо были основаны Токугавой Иэясу в 1612 году.

### Хонъимбо
Дом Хонъимбо (本因坊家) подавляющую часть времени своего существования был сильнейшим. Просуществовал до 1940 года.
Первым его главой стал буддийский монах Хонъимбо Санса, которого сёгун Токугава Иэясу, после завершения объединения Японии в 1603 году, назначил годокоро (министром го).
После закрытия этой школы, титул Хонъимбо присуждается победителю турнира Хонъимбо, ежегодно проводящегося среди профессионалов Японии. Он стал частью системы обладания титулами го и сёги. В Японии принято, что в каждый конкретный момент этим титулом владеет ровно один игрок, вместе с завоёванным титулом берущий себе и игровое имя. Например, Каку Такагава владел этим титулом 9 лет, и всё это время его называли Хонъимбо Сюкаку. Игроки же других национальностей игрового имени себе обычно не берут, но титул Хонъимбо ими используется.
Перед уходом в отставку в 1936 году, Хонъимбо Сюусай продал свой титул Японской ассоциации го, завершив тем самым линию Хонъимбо (а в сёги в 1937 году от пожизненного титула мэйдзина аналогично отказался Сэкинэ Киндзиро, 13-й пожизненный мэйдзин, основатель и глава Японской ассоциации сёги).
Все трое так называемых «святых го» (Досаку, Сюсаку и Дзёва) — из этой школы. Большинство обладателей титула мэйдзин — тоже из этой школы. Ещё один её выдающийся представитель, Хонъимбо Сюсаку (秀策, 1829—1862), успел стать главой школы, но умер от холеры незадолго до официального присвоения титула.

### Хаяси
Дом Хаяси (林家), фактически, всё время занимал в системе школ го подчинённую роль, и из него не произошёл ни один мэйдзин. По традиции, он всегда был соперником школы Хонъимбо, и не сохранил своей независимости до конца периода Эдо, фактически влившись в состав дома Хонъимбо.
Начиная со второго главы, главу этого дома во время игры называли Хаяси Монъю.

### Иноуэ
Дом Иноуэ (井上家). Нумерацию глав этой школы ввёл, в начале XIX века, Иноуэ Гэнъан Инсэки. Из соображений престижа она включает Накамуру Досэки. Всю игровую карьеру все главы этой школы, кроме Досэки, носили имя Иноуэ Инсэки. Для различения, после отставки или посмертно они именуются именем Иноуэ Гэнъан Инсэки с приставкой своего личного имени.

### Ясуи
Дом Ясуи (安井家) был четвёртой из школ, имевших в период Эдо профессиональный статус.
В этой школе был один мэйдзин: Ясуи Санти. Считается, что стиль игры в этой школе был более прагматичным, чем артистичным.
С 1737 года глава дома Ясуи носит имя Сэнкаку.

## Связи с буддизмом
За школами Хонъимбо и Хаяси стояла буддийская школа Нитирэн, а за Иноуэ и Ясуи — Дзёдо. По этой причине все игроки были мужчинами. С этим были связаны такие внешние проявления, как буддийские одеяния игроков во время игр замка Эдо и их обязанность брить голову (редким исключением был гордившийся своими волосами Ота Юдзо, которого от бритья освободили). Теоретически, вопрос наследования во всех четырёх кланах должен был быть предметом рассмотрения Дзися-бугё — официального института, заведовавшего в сёгунате религиозными вопросами. Наследниками кланов, как это было принято в системе иэмото, обычно назначались не биологические сыновья, а лучшие игроки, которые при этом официально усыновлялись. Смерти в раннем возрасте особенно влияли на дом Хонъимбо, и иррегулярное наследование было потенциальной причиной для скандалов.

## Официальный статус
Должности мэйдзина по го и годокоро иногда были вакантны. Назначение на них своего человека было для школ вопросом огромного престижа, что часто приводило к жёстким закулисным интригам. Поскольку звание мэйдзина могло быть присуждено лишь бесспорно сильнейшему игроку, оно не присуждалось, например, когда двое сильнейших игроков страны имели примерно равную силу.

## Обучение
Методы обучения постоянно поддерживали высокий уровень игры. В систему обучения естественным образом была включена эзотерика. Составлялись сборники крайне сложных задач цумэго, один из которых, Иго Хацуёрон, используется в обучении профессионалов до сих пор. Были распространены заготовки вариантов для важнейших партий. Секреты го были государственными секретами; поскольку страна была изолирована от иностранцев, по сути, соревнования с иностранцами ограничивались игрой с рюкюсцами.

## Распад
Со временем дом Хонъимбо стал самым престижным, а дом Хаяси напротив столкнулся с трудностями. Реставрация Мэйдзи повергла эту систему в хаос, Дом Ясуи исчез, но три остальных дома с трудом дожили до 1900 года. Хонъимбо Сюусай распорядился, чтобы титул Хонъимбо после его смерти разыгрывался в турнире Нихон Киин, что и произошло после его смерти в 1939 году. На 2004 год неизвестно, продолжается ли теоретически линия дома Иноуэ, который выпал из мейнстрима в 1920-е годы.